# 高井隆秀
高井 隆秀（たかい りゅうしゅう、1916年3月31日 - 1999年5月18日）は、日本の仏教学者、僧侶。種智院大学教授。真言宗智山派管長。智積院66世能化。専門は密教学。真言宗上品蓮台寺住職。父は、智積院55世能化の高井観海、義父は智積院54世能化の齋藤隆現。

## 略歴
- 1916年、滋賀県生まれ。
- 1936年、智山専門学校（現・大正大学）卒業。
- 1947年、上品蓮台寺住職。
- 1960年、種智院大学教授。
- 1971年、真言宗智山派教学部長、智山専修学院副院長。
- 1977年　種智院大学仏教学部長。
- 1984年、密教学芸賞受賞。
- 1986年、種智院大学名誉教授。
- 1987年、勲四等旭日小綬章受章。
- 1994年、真言宗智山派管長、智積院66世能化。
- 1996年、財団法人全日本仏教会会長。
- 1999年、遷化。

## 著書
- 『密教の流伝 - 講座密教文化1』（人文書院、1984年）
- 「密教辞典」（法蔵館、1975年）

### 論文
- CiNii>高井隆秀
- INBUDS>高井隆秀